# Фонлантен, Йохан
Йо́хан Фонла́нтен Бенави́дес (нем. Johan Vonlanthen Benavídez; род. 1 февраля 1986[…], Санта-Марта) — швейцарский футболист, нападающий.

## Биография
Родился 1 февраля 1986 года на севере Колумбии в городе Санта-Марте.
Выступал за футбольные клубы «Янг Бойз» (Швейцария), НАК Бреда (Нидерланды), «Брешиа» (Италия), «Ред Булл» (Австрия).
С 2004 года — игрок национальной сборной Швейцарии, участник двух чемпионатов Европы: 2004 и 2008. На Евро-2004, благодаря голу в ворота сборной Франции в матче 21 июня 2004 года, стал самым юным бомбардиром за всю историю европейских первенств — на момент гола ему было 18 лет и 4 месяца. В 2024 году этот рекорд побил испанец Ламин Ямаль. Был заявлен в состав сборной на чемпионат мира 2006, но в последний момент получил травму и был заменён.
В мае 2012 года, в возрасте 26 лет объявил о завершении карьеры из-за хронических болей в колене и желания больше времени уделять семье, однако 14 мая 2013 года неожиданно объявил о возвращении в футбол и 11 июня подписал контракт с клубом «Грассхоппер».